# نخل لیستر
نخل لیستر (نام علمی: Arenga listeri) نام یک گونه از سرده شکرنخل‌ها است.